# 楊經文
楊經文（英文名：Ken Yeang，1948年—）馬來西亞知名建築師，生態學家，規劃師和作家，以他的生態建築和生態計劃著稱，具有獨特的綠色審美。他開創了一個基於生態的建築架構（自1971年以來），從事可持續設計理論與實踐。

## 生平
1948年生于马来西亚槟城，為英國劍橋大學博士。楊經文專長高層建築生態環境設計，針對摩天大樓及生態建築設計準則及實務應用出版過許多著作。有感於因為人口壓力以及建築基地容積比等因素使得超高層建築成為不可避免之趨勢，他致力為超高層建築物天生破壞環境的傳統印象提出辯駁及解決方案。 1976年楊經文與Tengku Robert Hamzah成立Hamzah&Yeang事務所於吉隆坡，他針對摩天大樓開發稱之為“生物氣候設計”的被動式低耗能設計方式。 2005年成為Llewelyn Davies Yeang綜合設計事務所合夥人，這個位於倫敦的事務所提供都市設計、建築設計以及景觀設計等服務。楊經文也有幾項關於排風系統的專利在申請中。
1992年位於馬來西亞雪蘭莪的Menara Mesiniaga大樓為他的生態建築設計之大成，具備了垂直景觀設計、外露遮陽百葉、大規模自然通風及採光、以及自動節省的智慧型大樓系統。有別於主流建築師將節能視為美學型式的一般考量，楊經文關切的是更為基本的問題。他曾在著作當中批評到“實務上，建築是一種多變的工藝，後現代主義式樣的建築物充分展現了此種特質：濫用建築語彙、毫無節制的建築包被、不必要的材料使用、以及對機電物理環境冷漠的態度，後現代風格建築無理性地屈服於業主或建築師的突發奇想，犧牲了對能源的有效利用及分配。”

## 重要案例
- 東京—奈良塔樓，日本，東京，1994年
- 新加坡國家圖書館，新加坡，2005年 - 擁有大型天空園景（40米高）的綠色圖書館塔樓（120米），獲得2005年BCA綠色馬克白金獎，以及新加坡建築師學會獎。
- 羅桂祥綜合生物醫學大樓，香港，2012年

## 外部連結
- 摩天大樓的生物氣候設計 （页面存档备份，存于）
- Llewelyn Davies Yeang綜合設計事務所 （页面存档备份，存于）